# تیغچه‌دم آیاکوچو
تیغچه‌دم آیاکوچو (نام علمی: Asthenes ayacuchensis) گونه‌ای از پرندگان در زیرتیرهٔ Furnariinae از تیرهٔ تنورمرغان (Furnariidae) و بومی منطقهٔ آیاکوچو، پرو است.